# ジュリエット・カリアガ
ジュリエット・カリアガ（Juliet Cariaga、1976年12月5日 - ）は、アメリカ合衆国のグラマーモデル。米ペントハウス誌において、1997年12月号のペントハウス・ペット、2000年のペントハウス・ペット・オブ・ザ・イヤーに選ばれた。

## 人物
彼女はリア・ダービー (Leah Darby) の名でPLAYBOY店頭特別版のモデルを務め、本名のエリカ・ルカドゥ (Erica Lookadoo) 名義でPerfect 10誌の1997年8月号と1999年8月/9月号に登場した。Perfect 10についてはハワード・スターン・ショーで詰問されたが、カリアガ本人はペントハウスに出る前はビネガー工場に勤めていてモデル経験はないと主張した。1998年の映画『メリーに首ったけ』ではスタントウーマンを務めている。
彼女はフィラデルフィアの実業家アンドリュー・ヤオと関係があった数人の女性の1人として、アレキサンドリア・カールセンと共に名前を挙げられた。彼はギャンブルとPLAYBOY誌やペントハウス誌のモデルに対する高額なプレゼントによる浪費を隠蔽する目的の破産詐欺で有罪判決を受け、更に10にのぼる詐欺とマネー・ロンダリングの罪を認めた。彼女は2002年2月にホテルベラージオのカジノで、ヤオに代わって39,000ドルのチップを現金化したと報じられた。

## 映画・テレビ
女優としてジュリエット・カリアガ名義で数本のエロティックな映画やテレビドラマに出演し、ヌードシーンやレズビアンシーンを演じた。一般向けの映画には2003年の『ふたりにクギづけ』や2004年の『プリティ・ヘレン (Raising Helen)』にエリカ・ルカドゥの名前で端役出演している。